# Wereldkampioenschappen schermen 1989
De 38ste wereldkampioenschappen schermen werden gehouden in Denver, Verenigde Staten van 5 tot 15 juli 1989. De organisatie lag in de handen van de FIE. Het was de eerste keer dat er een degencompetitie voor vrouwen werd georganiseerd.

## Resultaten

### Mannen
| Discipline         | Goud                                                                                | Goud | Zilver                                                                  | Zilver | Brons                                                                                      | Brons |
| ------------------ | ----------------------------------------------------------------------------------- | ---- | ----------------------------------------------------------------------- | ------ | ------------------------------------------------------------------------------------------ | ----- |
| Floret individueel | Alexander Koch                                                                      | FRG  | Philippe Omnès                                                          | FRA    | Mauro Numa                                                                                 | ITA   |
| Degen individueel  | Manuel Pereira                                                                      | ESP  | Sandro Cuomo                                                            | ITA    | Pavel Kolobkov                                                                             | URS   |
| Sabel individueel  | Grigori Kirijenko                                                                   | URS  | Jaroslaw Koniusz                                                        | POL    | Felix Becker                                                                               | FRG   |
| Floret ploegen     | Sergei Golubitsky Alexander Romankov Dmitry Shevchenko Boris Koretsky Ilgar Mamedov | URS  | Thorsten Weidner Matthias Gey Thomas Endres Alexander Koch              | FRG    | Philippe Conscience Laurent Bel Philippe Omnès Patrice Lhotellier                          | FRA   |
| Degen ploegen      | Sandro Cuomo Angelo Mazzoni Stefano Pantano Sandro Resegotti                        | ITA  | Elmar Borrmann Robert Felisiak Stefan Hörger Thomas Gerull Günter Jauch | FRG    | Wilfredo Loyola L. Loyola Pedro Merencio Carlos Pedroso Lazaro Castro                      | CUB   |
| Sabel ploegen      | Grigori Kirijenko Andrej Alsjan Sergej Korjasjkin Sergej Mindirgassov               | URS  | Frank Bleckmann Felix Becker Jürgen Nolte Ulrich Eifler Jörg Kempenich  | FRG    | Jean-François Lamour Philippe Delrieu Franck Ducheix Pierre Guichot Jean-Philippe Daurelle | FRA   |

### Vrouwen
| Discipline         | Goud                                                                        | Goud | Zilver                                                                           | Zilver | Brons                                                                     | Brons |
| ------------------ | --------------------------------------------------------------------------- | ---- | -------------------------------------------------------------------------------- | ------ | ------------------------------------------------------------------------- | ----- |
| Floret individueel | Olga Velichko                                                               | URS  | Anja Fichtel                                                                     | FRG    | Zita-Eva Funkenhauser                                                     | FRG   |
| Degen individueel  | Anja Straub                                                                 | SUI  | Ute Schäper                                                                      | FRG    | Annalisa Coltorti                                                         | ITA   |
| Floret ploegen     | Anja Fichtel Sabine Bau Susanne Lang Zita-Eva Funkenhauser Annette Dobmeier | FRG  | Olga Velichko Tatyana Sadovskaya Olga Voshchakina Yelena Grishina Yelena Glikina | URS    | Francesca Bortolozzi Diana Bianchedi Giovanna Trillini Margherita Zalaffi | ITA   |
| Degen ploegen      | Gyöngyi Szalay Mariann Horváth Marina Várkonyi Diana Eöri Zsuzsanna Szőcs   | HUN  | Annalisa Coltorti Laura Chiesa Elisa Uga Alessandra Anglesio Saba Amendolara     | ITA    | Susanne Rompza Isabelle Pentucci Anja Straub Gianna Bürki                 | SUI   |

## Medaillespiegel
| Plaats | Land           | Goud | Zilver | Brons | Totaal |
| 1      | Sovjet-Unie    | 4    | 1      | 1     | 6      |
| 2      | West-Duitsland | 2    | 5      | 2     | 9      |
| 3      | Italië         | 1    | 2      | 3     | 6      |
| 4      | Zwitserland    | 1    | 0      | 1     | 2      |
| 5      | Hongarije      | 1    | 0      | 0     | 1      |
| 5      | Spanje         | 1    | 0      | 0     | 1      |
| 7      | Frankrijk      | 0    | 1      | 2     | 3      |
| 8      | Polen          | 0    | 1      | 0     | 1      |
| 9      | Cuba           | 0    | 0      | 1     | 1      |
| Totaal | Totaal         | 10   | 10     | 10    | 30     |

1937 · 1938 · 1947 · 1948 · 1949 · 1950 · 1951 · 1952 · 1953 · 1954 · 1955 · 1956 · 1957 · 1958 · 1959 · 1961 · 1962 · 1963 · 1965 · 1966 · 1967 · 1969 · 1970 · 1971 · 1973 · 1974 · 1975 · 1977 · 1978 · 1979 · 1981 · 1982 · 1983 · 1985 · 1986 · 1987 · 1988 · 1989 · 1990 · 1991 · 1992 · 1993 · 1994 · 1995 · 1997 · 1998 · 1999 · 2000 · 2001 · 2002 · 2003 · 2004 · 2005 · 2006 · 2007 · 2008 · 2009 · 2010 · 2011 · 2012 · 2013 · 2014 · 2015 · 2016 · 2017 · 2018 · 2019 · 2022 · 2023